# Alexandre Nero
Alexandre Nero, née le 25 février 1970 à Curitiba, est un acteur brésilien.

## Filmographie sélective
- 2012-2013 : Salve Jorge : Stênio Alencar
- 2013-2014 : Além do Horizonte : Armando Carvalho (Hermes)
- 2014-2015 : Império : José Alfredo de Medeiros (Zé Alfredo)
- 2015-2016 : A Regra do Jogo : Romero Rômulo